# Krauchenwies
Krauchenwies település Németországban, azon belül Baden-Württembergben. Lakosainak száma 5145 fő (2023. december 31.).

## Népesség
A település népessége az elmúlt években az alábbi módon változott:
| Lakosok száma | 3311 | 3515 | 3841 | 3981 | 4226 | 4795 | 5044 | 5055 | 4939 | 5145 |
|               | 1961 | 1967 | 1974 | 1980 | 1987 | 1993 | 2000 | 2006 | 2013 | 2023 |